# Liste der Monuments historiques in Taillancourt
Die Liste der Monuments historiques in Taillancourt führt die Monuments historiques in der französischen Gemeinde Taillancourt auf.

## Liste der Objekte
| Bezeichnung                        | Beschreibung                                                                | Standort                         | Kennzeichnung | Schutzstatus | Datum | Bild |
| ---------------------------------- | --------------------------------------------------------------------------- | -------------------------------- | ------------- | ------------ | ----- | ---- |
| Zwei Behälter für die heiligen Öle | Silber, 1797; im Centre départemental d’art sacré in Saint-Mihiel deponiert | in der Kirche St-Gengoult (Lage) | PM55001359    | Classé       | 2000  |      |